# فوسفيد

تمثيل فراغي لبنية فوسفيد النحاس Cu_{3}P.

الفوسفيدات هي مجموعة من المركبات اللاعضوية التي تحوي على أنيون الفوسفيد 3−P، والذي تكون فيه ذرة الفسفور بحالة أكسدة مقدارها -3.
توجد هناك العديد من الفوسفيدات للفلزات المختلقة مع اختلاف بنيتها؛ وأكثرها شيوعاً هي الفوسفيدات الثنائية، وهي التي تتألف من ذرة فوسفور مع عنصر أقل كهرسلبية؛ وهي تتشكل مع أغلب الفلزات المعروفة باستثناء الزئبق والرصاص والإثمد والتيلوريوم والبولونيوم.

## الفوسفيدات الثنائية
من الأمثلة على الفوسفيدات الثنائية كل من فوسفيد الصوديوم Na3P وفوسفيد الألومنيوم AlP وفوسفيد الزنك Zn3P2 وفوسفيد الكالسيوم Ca3P2؛ وهي تميل عند حدوث تفاعل تحلل مائي (حلمهة) لها إلى إطلاق غاز الفوسفين السام.
{\displaystyle {\ce {Ca3P2 + 6 H2O -> 3 Ca(OH)2 + 2 PH3}}}
يمتلك فوسفيد النحاس الأحادي Cu3P خواص مميزة، حيث يمكن أن يشكل بنية بوليميرية ثلاثية الأبعاد. في حين يستخدم فوسفيد الإنديوم InP وفوسفيد الغاليوم GaP في مجال أشباه الموصلات، وذلك غالباً مع الزرنيخيدات الموافقة.